# Escañuela
Escañuela település Spanyolországban, Jaén tartományban. Escañuela Arjona, Torredelcampo, Villardompardo és Torredonjimeno községekkel határos. Lakosainak száma 902 fő (2024).

## Népesség
A település népessége az elmúlt években az alábbi módon változott:
| Lakosok száma | 948  | 942  | 949  | 970  | 975  | 950  | 952  | 950  | 932  | 902  |
|               | 2001 | 2004 | 2007 | 2009 | 2012 | 2014 | 2017 | 2019 | 2022 | 2024 |